# Morti nel 1386
| Questa pagina contiene informazioni ricavate automaticamente dalle voci biografiche con l'ausilio del template Bio e di un bot. L'aggiornamento è periodico e automatico e ricostruisce completamente la pagina. Se manca una persona in questa lista, sei pregato di non aggiungerla, ma accertati piuttosto che la sua voce biografica contenga il template Bio e che i dati anagrafici siano correttamente compilati. Se il template Bio manca, inseriscilo tu stesso o, in alternativa, metti l'avviso {{tmp\|Bio}} che ne segnala la mancanza. Se i dati riportati sono sbagliati, correggi direttamente la voce biografica; le modifiche saranno visibili in questa lista entro pochi giorni. Per chiarimenti vedi il progetto biografie. La lista contiene solo le 35 persone che sono citate nell'enciclopedia e per le quali è stato implementato correttamente il template Bio. Pagina aggiornata al 18 mag 2025. |

- 11 gennaio - Bartolomeo da Cogorno, cardinale italiano
- 11 gennaio - Giovanni da Amelia, cardinale e arcivescovo cattolico italiano (n. 1309)
- 11 gennaio - Ludovico da Venezia, francescano, teologo e cardinale italiano
- 11 gennaio - Marino del Giudice, cardinale e arcivescovo cattolico italiano
- 4 febbraio - Hugh Segrave, politico inglese
- 24 febbraio - Carlo III di Napoli, sovrano (n. 1345)
- 26 febbraio - Margherita di Brieg, duchessa
- 3 marzo - Guido de Beziis d'Arezzo, vescovo cattolico italiano
- 24 marzo - Giovanni I d'Alvernia, conte francese
- 27 aprile - Eleonora Telles de Menezes, regina
- 22 maggio - Filippo Ruffini, cardinale e vescovo cattolico italiano
- 9 luglio - Leopoldo III d'Asburgo, duca (n. 1351)
- 9 luglio - Arnold von Winkelried, cavaliere medievale svizzero
- 15 settembre - Rolando de' Medici, beato italiano
- 16 ottobre - Hugh de Stafford, II conte di Stafford, nobile britannico
- 28 ottobre - Sinibaldo Ordelaffi, nobile italiano (n. 1336)
- 29 dicembre - Jacques Le Gris, cavaliere medievale francese
- 31 dicembre - Giovanna di Baviera, nobile tedesca (n. 1362)
- Giovanni Abbarbagliati, abate italiano (n. 1295)
- Baldassarre Buonaiuti, storico italiano (n. 1336)
- Paolo Cadamosto, vescovo cattolico italiano
- Dobrotitsa, nobile bulgaro
- Eric II di Sassonia-Lauenburg, duca
- Alice d'Ibelin, nobile cipriota
- John di Islay, Signore delle Isole, nobile scozzese
- William Langland, scrittore britannico (n. 1332)
- Giovanni Genesio Quaglia, francescano italiano
- Cortesia Serego, condottiero e ambasciatore italiano
- Davide Stewart, conte di Strathearn, nobile scozzese (n. 1357)
- Corrado II Trinci, nobile italiano
- Francesco II Ventimiglia, nobile, politico e militare italiano
- Violante Visconti, nobile italiana (n. 1354)
- Eufemia de Ross, regina scozzese
- Ugo di Lusignano, principe (n. 1335)
- Dan I di Valacchia, principe